# تشاك دو
تشاك دو هو شخصية أعمال وسياسي أمريكي، ولد في 15 أغسطس 1931، وتوفي في 8 مايو 2015. انتخب عضو مجلس ولاية مين ‏.